# Дерганово (Великолукский район)
Дерганово — деревня в Великолукском районе Псковской области России. Входит в состав сельского поселения «Купуйская волость».
Расположена в центре района, на северо-восточном побережье Дергановского озера, в 12 км к западу от волостного центра Купуй и в 22 км к юго-западу от райцентра Великие Луки.

## Население
Численность населения по оценке на 2000 год составляла 24 жителя, на 2010 год — 6 жителей.